# Vertigo angustior
Vertigo angustior е вид коремоного от семейство Vertiginidae.

## Разпространение
Видът е разпространен в Австрия, Белгия, Босна и Херцеговина, България, Великобритания, Германия, Гърция, Дания, Естония, Иран, Ирландия, Испания, Италия, Латвия, Литва, Лихтенщайн, Люксембург, Нидерландия, Норвегия, Полша, Румъния, Русия, Словакия, Словения, Турция, Украйна, Унгария, Финландия, Франция, Хърватия, Чехия, Швейцария и Швеция.